# O'a
L'O'a est un volcan d'Éthiopie.

## Géographie
Il s'agit d'une caldeira à dominante trachytique et rhyolitique longue de 25 kilomètres et large de 15 kilomètres. Celle-ci se serait formée il y a 240 000 ans au cours d'une éruption ultraplinienne d'indice d'explosivité volcanique de 7 qui aurait rejeté environ 120 km3 de téphra. L'activité post-caldeira s'est résumée à la formation de quelques cônes et des coulées de laves basaltiques ou plus riches en silice. D'après le Global Volcanism Program, certaines coulées pourraient s'être formées au cours de l'Holocène mais la datation reste imprécise.
Aujourd'hui, la caldeira est occupée par le lac Shala et l'activité volcanique se résume à la présence de nombreuses sources chaudes sur ses rivages.